# Ardipithecus
Ardipithecus là một chi thuộc tông Người có niên đại từ rất sớm. Hai loài được miêu tả trong các tài liệu là: A. ramidus, sinh sống khoảng 4,4 triệu năm trước trong thời kỳ thuộc Pliocen sớm, và A. kadabba, có niên đại khoảng 5,6 triệu năm trước (Miocen muộn).

## Ardipithecus ramidus

Bản đồ chỉ ra vị trí phát hiện

A. ramidus được đặt tên vào tháng 9 năm 1994. Phát hiện hóa thạch đầu tiên có niên đại 4,4 triệu năm trước, dựa trên khoảng thời gian của nó giữa 2 tầng núi lửa: tầng đáy phức hợp đá túp Gaala (GATC) và đá túp bazan Daam Aatu (DABT). Tên gọi Ardipithecus ramidus chủ yếu có nguồn gốc từ tiếng Afar, trong đó Ardi có nghĩa là "đất/nền" và ramid nghĩa là "rễ". Phần pithecus trong tên gọi là từ tiếng Hy Lạp nghĩa là "vượn". Các đặc trưng phân biệt của nó là hai chân kết hợp với các ngón cái có thể nắm chặt phù hợp với kiểu sống trên cây, các răng nanh suy giảm và kích thước bộ não nhỏ hơn so với bộ não của những con tinh tinh hiện đại.
Giai đoạn 1992–1993, một nhóm các nhà nghiên cứu do Tim White chỉ huy đã phát hiện các hóa thạch đầu tiên của A. ramidus—mười bảy mảnh vỡ bao gồm hộp sọ, hàm dưới, răng và xương cánh tay—từ bồn địa Afar tại thung lũng Trung Awash ở Ethiopia. Nhiều mảnh vụn hơn đã được thu lại vào năm 1994, chiếm tới 45% bộ xương tổng thể. Hóa thạch này ban đầu được miêu tả như là một loài của chi Australopithecus, nhưng White và các đồng nghiệp của ông sau đó đã công bố một ghi chép trong cùng một tạp chí đã đổi tên cho hóa thạch này theo một chi mới là Ardipithecus. Trong giai đoạn từ năm 1999 tới năm 2003, một đội đa chuyên ngành do Sileshi Semaw chỉ huy đã phát hiện các xương và răng của 9 cá thể A. ramidus tại As Duma trong khu vực rìa miền tây Gona của tỉnh Afar thuộc Ethiopia. Các hóa thạch có niên đại trong khoảng 4,32-4,51 triệu năm trước.
Ardipithecus ramidus có bộ não nhỏ, chỉ khoảng 300–350 cm³. Bộ não này có kích thước gần bằng bộ não của tinh tinh lùn (Pan paniscus) hiện đại hay của tinh tinh thông thường (Pan troglodytes) cái, nhưng nhỏ hơn bộ não của các loài Australopithecus như Lucy (~400–550 cm³) và chỉ bằng khoảng 20% bộ não người (Homo sapiens) hiện đại. Giống như tinh tinh thông thường, A. ramidus có hàm nhô ra nhiều hơn so với người hiện đại.
Các răng của A. ramidus thiếu các đặc điểm chuyên môn hóa của các loài vượn khác, và gợi ý rằng nó đã là một động vật ăn tạp và ăn hoa quả nói chung với khẩu phần ăn không phụ thuộc nặng nề vào các sản phẩm có chứa chất xơ, hoa quả chín hay các thức ăn cứng hoặc dễ cọ mòn. Kích thước của răng nanh trên ở A. ramidus đực không khác biệt rõ nét với răng nanh trên ở những con cái. Các răng nanh trên của chúng ít sắc nhọn hơn so với các răng nanh trên của tinh tinh thông thường hiện đại một phần là do kích thước răng nanh trên đã giảm xuống này, cũng như các răng nanh trên lớn hơn có thể bị mài mòn khi cọ xát vào các răng ở hàm dưới. Các đặc trưng của răng nanh trên ở A. ramidus tương phản với sự lưỡng hình giới tính thấy ở tinh tinh thông thường, trong đó những con đực có các răng nanh trên lớn hơn và sắc nhọn hơn đáng kể so với các con tinh tinh cái.
Bản chất ít dễ thấy hơn của các răng nanh trên ở A. ramidus đã được sử dụng để suy luận các khía cạnh trong hành vi xã hội của loài này và các dạng người tổ tiên hơn. Cụ thể, người ta từng đề xuất rằng tổ tiên chung gần nhất của họ Người và các dạng vượn châu Phi có đặc trưng là tương đối ít hung hãn hơn giữa các thành viên đực và giữa các nhóm. Điều này là khác biệt rõ nét với các kiểu hành vi xã hội ở tinh tinh thông thường, trong đó sự gây hấn giữa các con đực và giữa các nhóm là khá cao. Các nhà nghiên cứu trong một nghiên cứu năm 2009 nói rằng tình trạng này "dàn xếp tinh tinh còn sinh tồn như là một mô hình hành vi cho tình trạng người vượn tổ tiên."
A. ramidus tồn tại gần đây hơn so với tổ tiên chung gần nhất của người và tinh tinh, và vì thế không đại diện đầy đủ cho tổ tiên chung đó. Tuy nhiên, theo một vài cách nó không giống như tinh tinh, gợi ý rằng tự bản thân tổ tiên chung này là khá khác biệt với tinh tinh hiện đại, ngược với dự kiến của một số người. Sau khi các dòng dõi người và tinh tinh đã tách ra, cả hai đã trải qua sự thay đổi tiến hóa đáng kể. Chân của tinh tinh đã chuyên môn hóa cho việc nắm chặt các cành cây; chân của A. ramidus phù hợp tốt hơn cho việc đi lại trên mặt đất. Các răng nanh của A. ramidus nhỏ hơn và tương đương giữa các con đực và con cái, gợi ý rằng mâu thuẫn giữa các con đực đã giảm xuống, liên kết đôi đã tăng lên và sự chăm sóc mang tính cha mẹ cũng tăng lên. "Vì thế, các thay đổi sinh sản nền tảng và hành vi xã hội có lẽ đã xảy ra ở họ người từ lâu trước khi chúng có bộ não to hơn và bắt đầu biết sử dụng các công cụ đá", đội nghiên cứu này kết luận.

### Ardi
Vào ngày 1 tháng 10 năm 2009, các nhà cổ sinh vật học chính thức thông báo phát hiện bộ xương hóa thạch tương đối hoàn chỉnh của A. ramidus lần đầu tiên được khai quật năm 1994. Hóa thạch này là các phần sót lại của một cá thể cái nặng khoảng 50 kilôgam (110 lb) có bộ não nhỏ, được đặt tên hiệu là "Ardi", và nó bao gồm phần lớn hộp sọ và các răng, cũng như xương chậu, xương bàn tay và bàn chân. Nó được phát hiện trong vùng sa mạc khô cằn thuộc tỉnh Afar ở Ethiopia tại di chỉ gọi là Aramis trong khu vực Trung Awash. Niên đại phóng xạ của các lớp tro núi lửa vùi lấp hóa thạch này cho thấy Ardi đã sống khoảng 4,4 triệu năm trước.
Hóa thạch này đã rọi sáng một giai đoạn trong lịch sử tiến hóa của con người mà về nó chúng ta đã biết rất ít, hơn một triệu năm trước khi Lucy (Australopithecus afarensis), ứng viên cho tổ tiên người tiền sử biểu tượng, cá thể đã sống cách đây khoảng 3,2 triệu năm trước và được phát hiện vào năm 1974 chỉ cách 74 km (46 dặm Anh) với di chỉ phát hiện ra Ardi.
Các nhà nghiên cứu suy luận từ hình dáng xương chậu và các chi cùng sự hiện diện của các ngón chân cái giạng ra rằng nó là dạng động vật đi lại bằng hai chân một cách tùy ý: là hai chân khi đi lại trên mặt đất nhưng là bốn chân khi di chuyển giữa các cành cây. A. ramidus có khả năng đi lại nguyên thủy hơn so với các dạng vượn người ra đời muộn hơn, và không chỉ đi lại mà còn chạy với một khoảng cách dài. Các răng của nó gợi ý về một động vật ăn tạp và là ăn tạp hơn so với các dạng vượn hiện đại.

## Ardipithecus kadabba

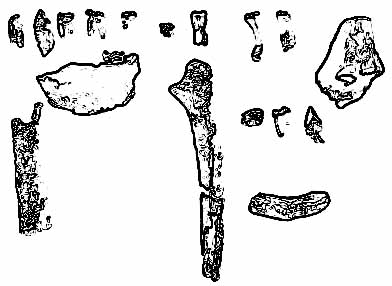
Các hóa thạch Ardipithecus kadabba

Ardipithecus kadabba được "biết đến chỉ từ răng và một vài mẩu xương cột sống", và có niên đại khoảng 5,6 triệu năm trước. Nó đã được miêu tả như là "tổ tiên có thể" của A. ramidus. Mặc dù ban đầu được coi là một phân loài của A. ramidus, nhưng năm 2004 các nhà nhân loại học Yohannes Haile-Selassie, Gen Suwa và Tim D. White đã công bố một bài báo nâng cấp A. kadabba lên cấp loài trên cơ sở các răng mới phát hiện từ Ethiopia. Các răng này chỉ ra "một hình thái và kiểu mài mòn răng nguyên thủy" chứng minh rằng A. kadabba là loài khác biệt với A. ramidus.
Tên gọi loài này đến từ tiếng Afar nghĩa là "tổ tiên họ cơ sở".

## Kiểu sống
Cấu trúc ngón chân và xương chậu của A. ramidus gợi ý rằng sinh vật này đi lại theo tư thế thẳng đứng.
Theo Scott Simpson, nhà nhân loại học của dự án Gona, chứng cứ hóa thạch từ Trung Awash chỉ ra rằng cả A. kadabba lẫn A. ramidus đã sinh sống trong "một khu vực đồng rừng và đồng cỏ với các hồ nước, đầm lầy và các suối nước gần đó", nhưng vẫn cần nghiên cứu thêm để xác định môi trường sống nào các loài Ardipithecus ưa thích hơn tại Gona.